# Гастон Масперо
Ґасто́н Камі́ль Шарль Масперо́ (фр. Gaston Camille Charles Maspero; 23 червня 1846 — 30 червня 1916) — французький єгиптолог, археолог.

## Життєпис

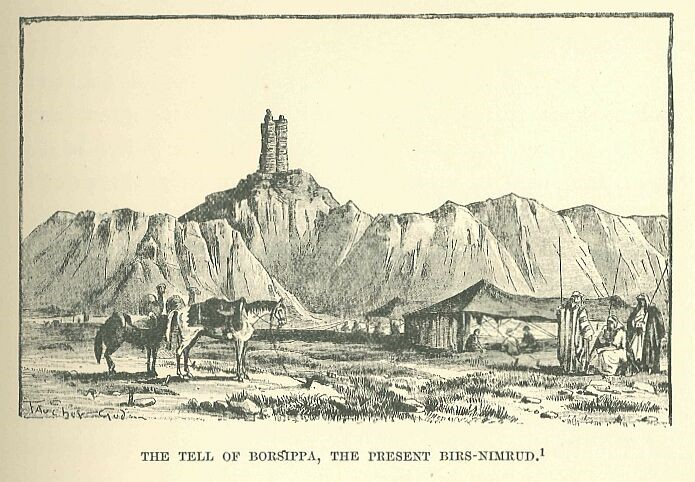
Вигляд на руїни зикурату Еурмеімінанкі. Ілюстрація до «Історії Єгипту, Халдеї, Сирії, Вавилонії та Ассирії», (т.4) Ґастона Масперо

Народився в Парижі в родині вихідців з Італії. З 14 років цікавився єгиптологією. Навчався у Вищій нормальній школі в Парижі.
У 1867 році зустрівся з провідним єгиптологом Франції Огюстом Маріеттом, який запропонував йому два відносно складних ієрогліфічних тексти, Масперо переклав їх за два тижні. Оприлюднення зазначених перекладів принесло студентові Масперо відомість в академічних колах, але він відправився до Перу супроводжувати одного з чисельних «дослідників», які були зайняті пошуками підтвердження зв'язку індіанців з індоєвропейцями.
У 1868 р. повернувся до Франції і наступного року став викладачем єгипетської мови та археології у Сорбонні.
У 1874 р. очолив кафедру єгиптології імені Шампольйона у Колеж де Франс.
У листопаді 1880 р. він був запрошений на місця Марієтта до Єгипту директором старовини та розкопок. У Каїрі у 1881 р. ним був заснований Французький інститут східної археології. Під його керівництвом протягом 6 наступних років було виконані археологічні розкопки в усіх населених пунктах Єгипту, які збагатили єгиптологічну науку низкою нових відкриттів. Зокрема ним було знайдено сховище з царськими муміями у Дейр ель-Бахрі.
Похований на цвинтарі Монпарнас.

## Праці
- (рос.)Масперо Г. Древняя история. Египет, Ассирия. СПб., Л. Ф. Пантелеев, 1892. — VI, [2], 305 с., илл.
- (рос.)Масперо Ж.[!] Древняя история народов Востока. Издание Солдатенкова. Тип. Волчанинова и бывш. Д. И. Иноземцева. — М., 1895. — VIII, 715 с.
- (рос.)Масперо Г. Древняя история. Египет, Ассирия. 2-е изд. испр., пер. с фр., СПб., Л. Ф. Пантелеев, 1900. — VI, [2], 311 с., илл.
- (рос.)Масперо Г. Древняя история народов Востока. Пер. с VI-го фр. изд. 2-е изд. М., 1903. — VI, 714 с.
- (рос.)Масперо Г. Древняя история. Египет, Ассирия. 3-е изд., пер. с фр., М., 1905. — VI, [2], 292 с., илл.
- (рос.)Масперо Г. Древняя история народов Востока. Пер. с IV фр. изд., М., тип. Вильде, 1911. — VI, 714 с.
- (рос.)Масперо Г. Египет / Авториз. пер. Н. Д. Гальперина. Под ред. А. М. Эфроса. М., «Проблемы эстетики» (М. Марек), [1915]. — [4], 401, II стр., 1 л. фронт. (илл.), 3 отд. л. илл. (Серия «Ars-una species-mille. Всеобщая история искусств»).
- (рос.)Масперо Г. Во времена Рамзеса и Ассурбанипала / Пер. Е. Григорович. Тт. 1-2, М., М. и С. Сабашниковы, 1916. — 324 с. [из них 6 стр. объявл.], илл. (т. 1 — Египет); 295 с. [из них 7 стр. объявл.], илл. (т. 2 — Ассирия).